# Ampulex cyanator
Ampulex cyanator là một loài côn trùng cánh màng trong họ Ampulicidae, thuộc chi Ampulex. Loài này được Thunberg miêu tả khoa học đầu tiên năm 1822.